# Ranxeria Big Sandy
La Ranxeria Big Sandy dels indis mono de Califòrnia és una ranxeria i tribu reconeguda federalment dels amerindis mono occidentals (Monache) situat al comtat de Fresno (Califòrnia).

## Reserva
La ranxeria Big Sandy, situada just als afores de la comunitat d'Auberry, al comtat de Fresno, ès de 228 acres (0,92 km²). En 1990, 38 membres tribal vivien a la reserva. En 2009 aproximadament 158 dels 495 membres registrats de la tribu vivien a la reserva. La reserva és molt aïllada, i la seu tribal està situada dins d'un anell de cases.

## Govern
La seu del consell tribal de la ranxeria Big Sandy Rancheria es troba a Auberry. És governada per un consell tribal de cinc persones elegides democràticament.
Des de 1958, la banda Auberry dels mono eren anomenats  ?unaħpaahtyħ , "el que està en l'altre costat (del riu San Joaquin)" en llengua mono.

## Desenvolupament econòmic
La tribu té la propietat i la gestió del Casino Mono Wind i el restaurant Broken Arrow a Auberry.